# Pollution médicamenteuse

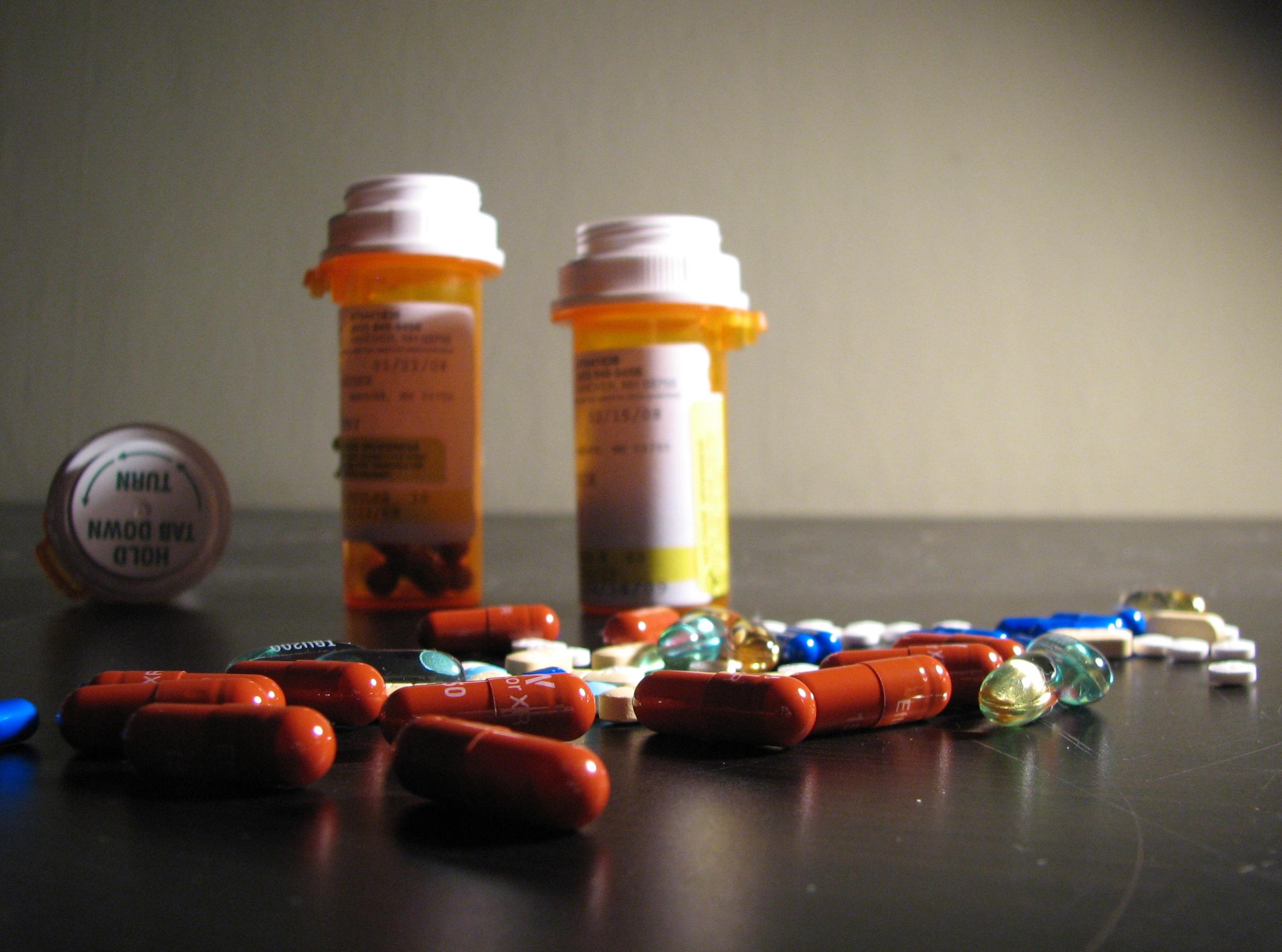
Produits pharmaceutiques divers

La pollution médicamenteuse, ou pollution pharmaceutique, est la pollution de l'environnement, et en particulier des eaux, par des résidus de médicaments. Elle a fortement augmenté au cours de la fin du XXe siècle et plus encore au début du XXIe.
Elle est prise tardivement en compte en tant qu'atteinte à l'environnement, et ses effets pourtant importants ne sont évalués qu'au courant des années 2010 et 2020.

## Processus

### Causes
La pollution médicamenteuse provient principalement des excréments et des urines des êtres vivants prenant des traitements médicamenteux ; principalement des humains, mais aussi des animaux domestiques ou du bétail agricole, particulièrement quand cet élevage est intensif. Elle est principalement liée au fait que les stations d'épuration ne sont pas équipées pour éliminer les produits pharmaceutiques. D'autres causes sont également identifiées, parmi lesquelles le vieillissement des infrastructures et la perméabilité croissante qui en découle, les débordements des réseaux d'eaux usées, notamment en cas de fortes précipitations, ainsi que le ruissellement des eaux agricoles,.
Un quart des médicaments prescrits et achetés ne sont pas consommés, et de nombreuses personnes continuent d'avoir le réflexe de les jeter aux toilettes plutôt que de les rapporter en pharmacie,.
De manière plus anecdotique, la pollution peut également provenir de la consommation de stupéfiants. Ainsi, une pollution à la MDMA est repérée dans la Whitelake (en) peu après le Glastonbury Festival en octobre 2021,.

## Prise de conscience  et actions

### Études
À partir des années 2010, une prise de conscience de l'existence et de l'aggravation progressive de la pollution médicamenteuse se fait. Une étude sur la présence d'antihistaminiques dans les cours d'eau de trois États américains — New York, Maryland et Indiana — est menée en 2013. Lors d'une conférence de presse, l'auteur principale de l'étude, Emma Rosi-Marshall, déclare déjà en conclusion de la publication que « la pollution pharmaceutique est désormais détectée dans les eaux du monde entier ».
À la fin de la même décennie, plusieurs études sont menées sur les conséquences de l'utilisation de la fluoxétine, plus connue sous le nom de « Prozac », sur le comportement des poissons. Cet antidépresseur se retrouve dans l'eau après usage et est ingéré par les poissons, sur le cerveau desquels il a globalement le même effet que sur les humains. Les poissons deviennent ainsi moins actifs, en ce qui concerne la recherche de nourriture comme la reproduction, et plus particulièrement dans le cas des individus vivant en groupe. Ces études montrent également que ces troubles sont transmissibles sur trois générations de poissons,,.
Une première étude réellement globale, dans laquelle les mesures des échantillons provenant de toute la planète est effectuée par le même laboratoire et selon le même protocole, afin d'obtenir des résultats cohérents, est menée début 2022. Cent vingt-sept chercheurs y contribuent. Elle permet l'analyse de 1 052 prélèvements, effectués dans 258 cours d'eau dans 104 pays de tous les continents, y compris un certain nombre de sites où ce type de pollution n'avait jamais été étudié auparavant. Soixante-et-une substances sont recherchées, notamment des antibiotiques, antalgiques, anti-inflammatoires et antidépresseurs,,.
Cette étude prouve notamment, même si cette constatation avait déjà été faite auparavant, que la contraception orale, libérant dans les urines de grandes quantités d'œstrogènes, modifie le sexe des poissons, mettant en péril la répartition sexuelle.

### Solutions préventives
Dans on rapport de 2019 sur la pollution médicamenteuse, l'OCDE recommande une approche multisectorielle et impliquant tous les acteurs. Elle vise notamment les agences publiques nationales et locales œuvrant pour l'environnement, l'agriculture, la santé, la sécurité chimique, les acteurs de l'industrie pharmaceutique, les prestataires de soins de santé humaine et animale, les patients, les agriculteurs, les prestataires d'adduction d'eau, de traitement des eaux usées et des déchets.
Une des solutions préventives est proposée par l'association ASOQS — association pour l’optimisation de la qualité des soins — qui regroupe des médecins, vétérinaires et pharmaciens du département des Vosges. Leur programme « Écoprescription » vise à limiter les prescriptions peu ou pas pertinentes, et à choisir préférentiellement les médicaments qui, à effet comparable, ont l'impact le plus faible sur l'environnement.
L'amélioration de la collecte des médicaments périmés ou non consommés est également visée.
Enfin, les associations œuvrant en ce but souhaitent faire émerger une prise de conscience écoresponsable chez les fabricants de produits pharmaceutiques.